# Longepi woodman
Longepi woodman is een spinnensoort uit de familie Lamponidae. De soort komt voor in het zuiden van Australië.